# エリック・ドメイン
エリック・D・ドメイン（Erik D. Demaine、1981年2月28日 - ）は、カナダ出身の数学者、計算機科学者、芸術家。マサチューセッツ工科大学のコンピューターサイエンスの教授。MITコンピュータ科学・人工知能研究所の計算理論のグループに所属。研究対象はアルゴリズム、データ構造、計算幾何学、分散コンピューティング、グラフ理論、計算複雑性理論など多岐にわたり、とりわけ折紙の数学の研究において多大な貢献をしている。

## 来歴
カナダのノバスコシア州ハリファックスで生まれた。7歳のときから12歳で大学に入学するまではホームスクーリングを選択し、その期間に工芸職人の父親とともに北米を旅した。7歳のときに初めてコンピューターのプログラムを書いた。
1993年、12歳のときにカナダのダルハウジー大学に入学し、わずか2年間で学位を取得、同大学史上最年少の14歳で卒業した。その後、ウォータールー大学で数学とコンピューターサイエンスを研究し、1996年に修士号を取得。2001年、20歳のときに「コンピューテーショナル・オリガミ」の研究で博士号を取得した。この研究で「カナダ総督アカデミックメダル賞（Governor General's Academic Medal Award）」とNSERC博士論文賞を受賞した。
2001年、マサチューセッツ工科大学にアシスタント・プロフェッサーとして同大学史上最年少の20歳で招かれた（2011年に教授に昇進）。
2003年、マッカーサー・フェロー、いわゆる「天才賞」を受賞した。
2008年、折紙の数学によるアート作品がニューヨーク近代美術館の展示にされ、常設コレクションに加えられた。

## 略歴
- 1993-1995年 ダルハウジー大学 学士課程（Bachelor of Science）
- 1995-1996年 ウォータールー大学 修士課程（Master of Mathematics）
- 1996–2001年 ウォータールー大学 博士課程（Ph.D.）
- 2001-2005年 マサチューセッツ工科大学 電気工学・コンピューターサイエンス学科 助教授
- 2001年-現在 MITコンピュータ科学・人工知能研究所 メンバー
- 2005-2008年 マサチューセッツ工科大学 エスターおよびハロルド・E・エジャートン教授
- 2005-2007年 マサチューセッツ工科大学 電気工学・コンピューターサイエンス学科 准教授
- 2007-2011年 マサチューセッツ工科大学 電気工学・コンピューターサイエンス学科 准教授（テニュア）
- 2011年-現在 マサチューセッツ工科大学 電気工学・コンピューターサイエンス学科 教授

## 著書

### 共著
- 2009年 『幾何的な折りアルゴリズム―リンケージ、折り紙、多面体』 エリック・D・ドメイン、ジョセフ・オルーク（上原隆平訳、近代科学社）ISBN 978-4764903777
- 2011年 『ゲームとパズルの計算量』 ロバート・A. ハーン、エリック・D・ドメイン（上原隆平訳、近代科学社）ISBN 978-4764903920